# Sångtextförfattare
En sångtextförfattare (även kallad textförfattare) eller sångtextförfattarinna är en person som skriver sångtexter. Även den engelska beteckningen lyricist.
En textförfattare som också är kompositör och sångare kan kallas bard, trubadur eller singer-songwriter.
Inom genren opera kallas texten libretto och författaren librettist.